# Plumb (cantante)
Plumb, pseudonimo di Tiffany Arbuckle (Indianapolis, 9 marzo 1975), è una cantautrice statunitense.
Come autrice per altri artisti ha collaborato con Michelle Branch, Mandisa, Mandy Moore, Jaci Velasquez, Natalie Grant e non solo. 

## Discografia
Album studio
- 1997 - Plumb
- 1999 - candycoatedwaterdrops
- 2003 - Beautiful Lumps of Coal
- 2006 - Chaotic Resolve
- 2007 - Blink
- 2013 - Need You Now

Raccolte
- 2000 - The Best of Plumb
- 2009 - Beautiful History